# Empirische formule van Wilson
De empirische formule van Wilson is een uitdrukking voor de geluidssnelheid in zeewater en luidt:
{\displaystyle c=1449,2+4,623T-0,0546T^{2}+1,391*(S-35)+D/60}
waarbij:
c = geluidssnelheid (m/s)
T = temperatuur (°C)
S = zoutgehalte (‰)
D = waterdiepte (m)